# Bóbitás gallitó
A bóbitás gallitó (Rhinocrypta lanceolata) a madarak osztályának verébalakúak (Passeriformes) rendjébe és a fedettcsőrűfélék (Rhinocryptidae) családjába tartozó Rhinocrypta nem egyetlen faja.

## Rendszerezése
A fajt Isidore Geoffroy Saint-Hilaire francia zoológus írta le 1832-ben, Rhinomya nembe Rhinomya lanceolata néven.

## Alfajai
- Rhinocrypta lanceolata saturata Brodkorb, 1939
- Rhinocrypta lanceolata lanceolata (I. Geoffroy Saint-Hilaire, 1832)[2]

## Előfordulása
Argentína, Bolívia és Paraguay területén honos. Természetes élőhelyei a szavannák és bokrosok. Állandó, nem vonuló faj.

## Megjelenése
Testhossza 21 centiméter.

## Természetvédelmi helyzete
Az elterjedési területe rendkívül nagy, egyedszáma pedig stabil. A Természetvédelmi Világszövetség Vörös listáján nem fenyegetett fajként szerepel.